# La Dani
La Dani (Málaga, 1991) es una persona española de género no binario que se dedica a la música y la interpretación.

## Carrera

### Música
Su carrera musical se inició en 2017 con los sencillos «Como Beyoncé», «Gordo y apretao» y «Fiesta Felina». En 2020 lanzó su primer álbum Banana Split, que abordaba el reguetón desde una óptica queer, y el año siguiente la compilación Greatest Hits (2017-2019).
En 2021 publicó también un doble videoclip de las canciones «El Proceso» y «Metatrans».
En febrero de 2023 lanzó su EP Xiaomi, que buscaba hacer una crítica a los valores de ostentación y capitalistas predominantes en el reguetón contemporáneo.

### Cine
En 2023 actuó en la película Te estoy amando locamente, sobre el nacimiento del movimiento de liberación homosexual en Andalucía. Por su interpretación obtuvo el Premio Feroz a Mejor actor de reparto y una nominación al Goya a Mejor actor revelación, convirtiéndose en la primera persona no binaria nominada a un Goya.

## Vida personal
La Dani reside actualmente en el barrio madrileño de Lavapiés. Es una persona no binaria, y se ha posicionado a favor de la ley trans española.

## Discografía

### Álbumes de estudio y EP
- Banana Split (2020).
- Greatest Hits (2017-2019) (2021).
- Xiaomi (2023).

### Sencillos
| Año  | Título               |
| ---- | -------------------- |
| 2020 | Culeteo Hasta las 12 |
| 2020 | Barely Legal         |
| 2020 | El Proceso           |
| 2020 | Dew                  |
| 2020 | Dile a Tu Amigo      |
| 2020 | El Pantalón          |
| 2020 | Metatrans            |
| 2021 | Como Beyonce         |
| 2021 | Ciudad del Vicio     |
| 2021 | Aguamarga            |
| 2021 | Te Ronea             |
| 2021 | Ver Pa Creer         |
| 2021 | Dembow del Verano    |
| 2021 | Trapical             |
| 2021 | No Creo en Dios      |
| 2021 | Tijeritas            |
| 2021 | Gordo y Apretao      |
| 2021 | Fiesta Felina        |
| 2022 | Mi cama huele a ti   |
| 2023 | Intro audio mamá     |
| 2023 | Como antes           |
| 2023 | Chance               |
| 2023 | Mi cama huele a ti   |
| 2023 | Tu carita            |
| 2023 | Midnight in París    |
| 2023 | Rockstar             |
| 2023 | Outro whatsapp tita  |

## Filmografía

### Cine
| Año  | Título                          | Papel       | Notas |
| ---- | ------------------------------- | ----------- | ----- |
| 2021 | Una Navidad con Samantha Hudson | Dependiente |       |
| 2023 | Te estoy amando locamente       | Dani        |       |

### Televisión
| Año  | Título            | Papel      | Notas                      |
| ---- | ----------------- | ---------- | -------------------------- |
| 2025 | Operación Triunfo | Elle misme | Profesor de interpretación |

## Premios y nominaciones
- Premio Feroz a «Mejor Actor de Reparto» por Te estoy amando locamente (2024).[9]
- Nominación al Goya a Mejor actor revelación por Te estoy amando locamente (2024).[10]